# Priyanshi Somani
Priyanshi Somani (Surat, 18 novembre 1998) è una calcolatrice prodigio indiana.

## Biografia
Tre volte vincitrice del campionato indiano di abaco e di calcolo mentale (2006, 2007 e 2008), nel giugno 2010 ha vinto a Magdeburgo all'età di 11 anni (la più giovane concorrente) la 4ª Coppa del mondo di calcolo mentale, davanti ad altri 32 partecipanti di 12 paesi.
Particolarmente forte nel calcolo di radici quadrate, ha vinto la prova di Magdeburgo in questa sezione estraendo la radice quadrata di dieci numeri di sei cifre, con precisione di cinque cifre decimali, nel tempo record di 6' 51". In seguito il suo primato è stato battuto dal turco Hakan Gurbaslar con 4' 55", ma nel gennaio 2012, durante la Memoriad di Istanbul, Priyanshi ha stabilito un nuovo record con 2' 43"
Tra gli altri successi da lei ottenuti, la vittoria nella sezione "geni" della manifestazione Pogo Amazing Kids Awards 2010, organizzata da un'emittente televisiva di Mumbai. Priyanshi è stata ospite d'onore della 16ª Mental Arithmetic International Competition, disputata il 28 novembre 2010 in Malaysia. Il suo nome compare nella pagina "Mente e Memoria" del Guinness dei primati del 2014.
Nel 2011 lo psicologo Michael Frank della Stanford University, sulla base delle sue sorprendenti capacità di calcolo, ha condotto una ricerca per determinare se è possibile eseguire calcoli mentali complessi senza usare la "memoria verbale", giungendo ad una risposta affermativa. L'apprendimento di una tecnica nota come "abaco mentale", che fa uso della memoria visiva, è in grado di aumentare notevolmente la capacità di eseguire mentalmente, con notevole precisione, calcoli aritmetici complessi.